# Maupiti (isla)
Maupiti es una de las islas de Sotavento de las islas de la Sociedad, en la Polinesia Francesa. Es la isla volcánica más occidental del archipiélago, a 40 km al oeste de la isla de Bora Bora.
Maupiti consiste en una isla de 380 m de altitud que se encuentra en el medio de una laguna rodeada por cinco islotes bajos y unos arrecifes de coral y abierta al océano por dos pasos, uno navegable. La superficie terrestre es de 11 km².
La villa principal es Vaiea, con una población total de 1.192 habitantes en el censo del 2002. La actividad principal es el cultivo de sandías y la recolección de copra. El templo protestante es el centro religioso y social de la isla, aunque los adventistas y los mormones tienen también sus lugares de culto.

## Historia
Se encuentran vestigios arqueológicos datados alrededor del año 850 d. C. Se trata de petroglifos representando tortugas, anzuelos y colgantes de dientes de cachalote que son comparables a los encontrados en Nueva Zelanda, pero anteriores. El primer europeo que la vio fue el neerlandés Jacob Roggeveen en 1722. Históricamente la isla ha tenido unas relaciones estrechas con Bora Bora. Al principio del siglo XIX quedó bajo la soberanía del gran jefe de Bora Bora. En 1877 entró en conflicto con la isla vecina por litigios sobre el atolón Manuae, y pidió el protectorado francés.
Históricamente se conocía con el nombre de Maurua, y Domingo Boenechea en 1775, la llamó San Antonio.